# Kimberly Ruddins
Kimberly Grace Ruddins est une joueuse américaine de volley-ball née le 3 septembre 1963 à Inglewood (Californie).

## Biographie
Avec l'équipe des États-Unis de volley-ball féminin, Kimberly Ruddins est médaillée d'argent aux Jeux panaméricains de 1983 à Caracas et aux Jeux olympiques d'été de 1984 à Los Angeles, médaillée de bronze aux Jeux panaméricains de 1987 à Indianapolis et septième des Jeux olympiques d'été de 1988 à Séoul.